# NGC 1635
NGC 1635 је спирална галаксија у сазвежђу Еридан која се налази на NGC листи објеката дубоког неба.
Деклинација објекта је - 0° 32' 50" а ректасцензија 4h 40m 7,9s. Привидна величина (магнитуда) објекта NGC 1635 износи 12,5 а фотографска магнитуда 13,4. NGC 1635 је још познат и под ознакама UGC 3126, MCG 0-12-63, CGCG 393-60, IRAS 04375-0038, PGC 15773.